# Melczer Gusztáv
Melczer Gusztáv (Dobsina, 1869. augusztus 31. – Budapest, 1907. október 3.) természettudományi doktor, pedagógus, krisztallográfus.

## Életpályája
Szülei: Melczer Ede tanító volt. Középiskolai tanulmányait Rozsnyón, Rimaszombaton és Iglón végezte el; 1887-ben érettségizett. 1889-ben belépett a magyarhoni földtani társulatba. 1893-ban végzett a budapesti egyetemen, ahol Szabó József, Hantken Miksa, Schmidt Sándor, Than Károly, Lengyel Béla és Lóczy Lajos oktatták. 1892–1894 között a tanárképző intézet gyakorló főgimnáziumában volt gyakorló tanár. 1894–1896 között tanársegéd volt a magyar királyi József-műegyetem ásvány-földtani tanszékén. 1897-ben bölcsészdoktori diplomát kapott asványtan-geológiából. A székesfővárosi II. kerületi polgári leányiskola tanára volt. 1897–1899 között a Természettudományi Társulat másodtitkára volt. 1899-ben egyévi szabadságát Münchenben töltötte tanulmányai folytatása céljából. A budapesti tudományegyetemen 1902-ben a kristálytan magántanárává képesítették.
Tanulmányai magyar és német szakfolyóiratokban jelentek meg.

## Művei
- Adatok a budai Calcit, kristálytani ösmeretéhez (1896)
- Baryt Dobsináról (1896)
- Adatok a budapest-környékbeli calcit iker-kristálynak ösmeretéhez (1898)
- Továbbnövéses calcit a budai hegyekből (1899)
- Pyrit a Monsoni hegyről (Földtani Közlöny, 1902)
- Adatok az aragonit symmetriájához (Földtani Közlöny, 1904)
- A libethenitről (Földtani Közlöny, 1904)
- Adatok az albit pontos ismeretéhez (Földtani Közlöny, 1905)